# ویلیام اسمیت (بازیکن هاکی روی چمن)
ویلیام اسمیت (انگلیسی: William Smith; ۱۴ نوامبر ۱۸۸۶ – ۳ مارس ۱۹۳۷) بازیکن هاکی روی چمن اهل بریتانیا بود.